# Albert Cuypgarage
De Albert Cuypgarage is een ondergrondse parkeergarage in Amsterdam-Zuid, De Pijp. Het ontwerp is van ZJA Zwarts & Jansma Architecten. De garage is 260 meter lang, 25 meter breed met een ingang en uitgang aan de Ruysdaelkade. Het project wordt als vernieuwend gezien, omdat er voor de eerste keer een gebouw wordt neergezet onder een bestaande gracht.
Oorspronkelijk was hier onder de Boerenwetering een tunnel van de Schiphollijn gepland, een rechtstreekse spoorlijn tussen het geplande station Minervalaan en het centrum en verder naar het noorden met daarbij een Station Amsterdam Museumplein. Uiteindelijk zag men hier toch maar vanaf.
Om de Amsterdamse De Pijp betreft het (parkeer-)verkeer te ontlasten, werd in 2015 een begin gemaakt met het treffen van voorbereidingen voor de bouw van een 35 miljoen euro kostende parkeergarage. De garage zal 600 plaatsen hebben, terwijl in de Frans Halsbuurt 273 parkeerplaatsen opgeheven worden ten behoeve van extra ruimte voor wandelaars en fietsers. Ook biedt de garage plek aan 60 fietsparkeerplekken. De besluitvorming had bij het besluit begin 2014 vijftien jaar geduurd. Er waren diverse plekken om te bouwen geopperd, maar er werd gekozen voor een garage onder de Boerenwetering. De werktitel voor het te bouwen bouwwerk was dan ook Boerenweteringgarage. De bouw stuitte op verzet uit de buurt, omdat een aantal straten verder ook al gebouwd werd aan de Noord-Zuidlijn. Men was voornamelijk bang voor (extra) verzakkingen en wijzigingen in de grondwaterstand in de Frans Halsbuurt. Ook werd aangedragen dat de Parkeergarage Museumplein meestentijds grotendeels leegstaat. 
Na voorbereidende werkzaamheden in 2015 tussen de Brandweerbrug en Diamantbrug, werd vanaf 12 januari 2016 een stalen damwand geplaatst. Vervolgens werd natte grond afgegraven, onder water een betonnen vloer gelegd en GEWI-ankers geplaatst. Toen die werkzaamheden klaar waren kon begonnen worden met het wegpompen van 72 miljoen liter water. Bij de aanleg stuitte te aannemer nog op oude rioleringsbuizen, die op geen enkele plattegrond waren aangetekend, maar er wel hinderlijk lagen. In februari 2017 stond de bouwkuip leeg en werden de damwanden dichtgelast. Daarna waren twee hoge hijskranen te zien voor het te verwerken materiaal, waarvan een deel prefab was (224 wanden, 620 breedplaatvloeren en 94 kolommen). Tussenvloeren werden daarbij 50 cm dik, het afsluitende dak 70 centimeter. In april 2018 kon het water terugvloeien, nadat de kadewanden waren hersteld. Op 15 mei 2018 werd de parkeergarage geopend.
Begin 2017 liet de gemeente Amsterdam het nabijgelegen Montessori Lyceum Amsterdam presentaties houden voor de vaststelling van de definitieve naam. Er kon gekozen worden uit een shortlist van Boerenweteringgarage, Ruysdaelgarage (naar de Ruysdaelkade van de Boerenwetering en de ingang), Frans Halsgarage (naar de straat en buurt), Oud Zuidgarage (naar de wijk) en Albert Cuypgarage (naar Albert Cuypstraat en Albert Cuypmarkt). De scholieren moesten daarbij een presentatie houden voor een jury waarvan de toenmalige directeur van het om de hoek gelegen Rijksmuseum Taco Dibbits de voorzitter was. Die jury koos voor Albert Cuypgarage, vlak voor het moment dat het bassin leeg kwam te staan.
De parkeergarage won in 2018 de ESPA-Award, ESPA staande voor European Standard Parking Award, een prijs ingesteld door de Europesese parkeerindustrie. Vrijwel direct na de oplevering begonnen bewoners van de Frans Halsbuurt parkeerhavens om te bouwen tot buurtzitjes, even later gevolgd door de gemeente die parkeerplaatsen verder ophief, zoals in de Tweede Jacob van Campenstraat.  

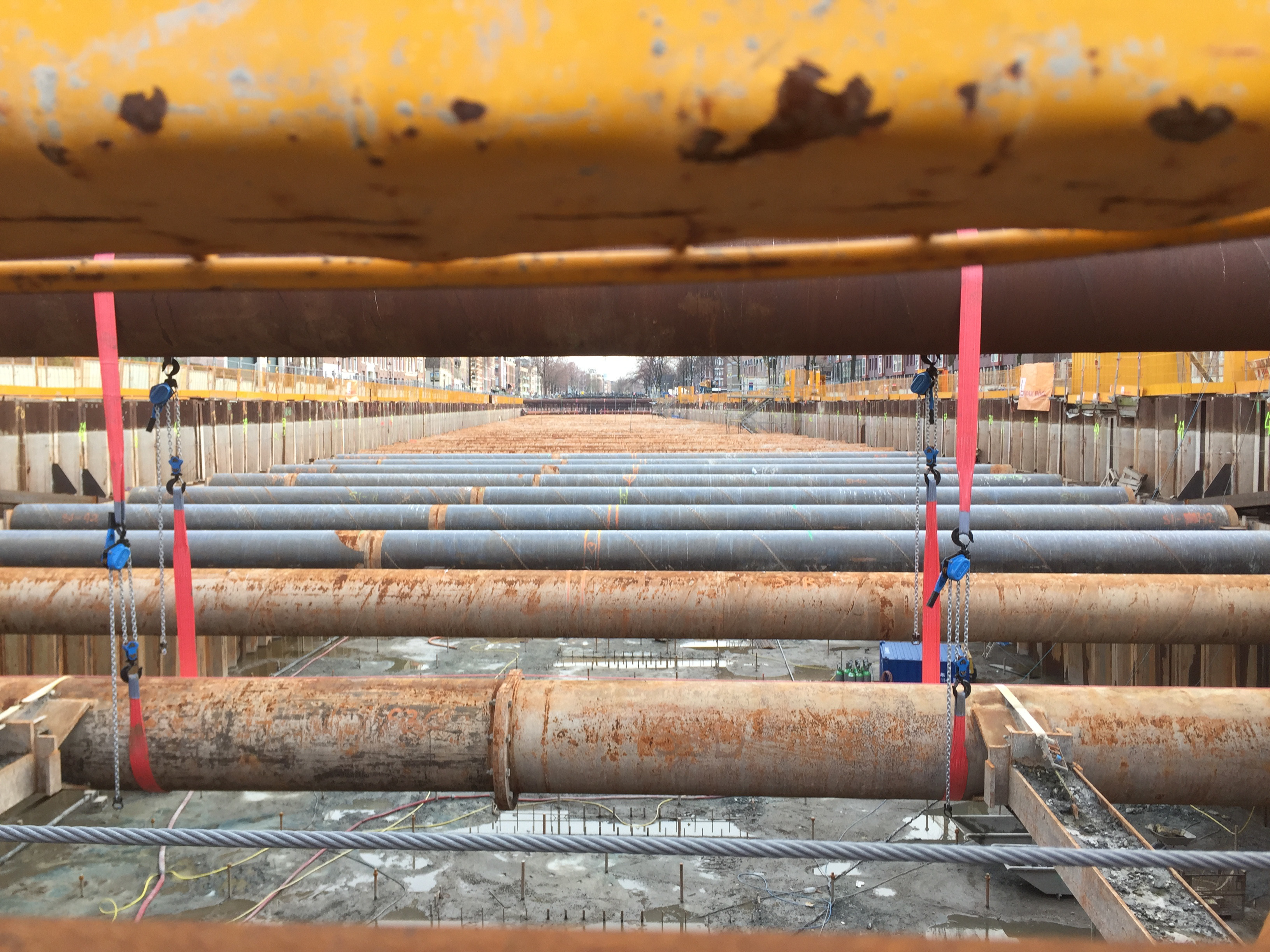
Leeggepompt bassin op 11 maart 2017
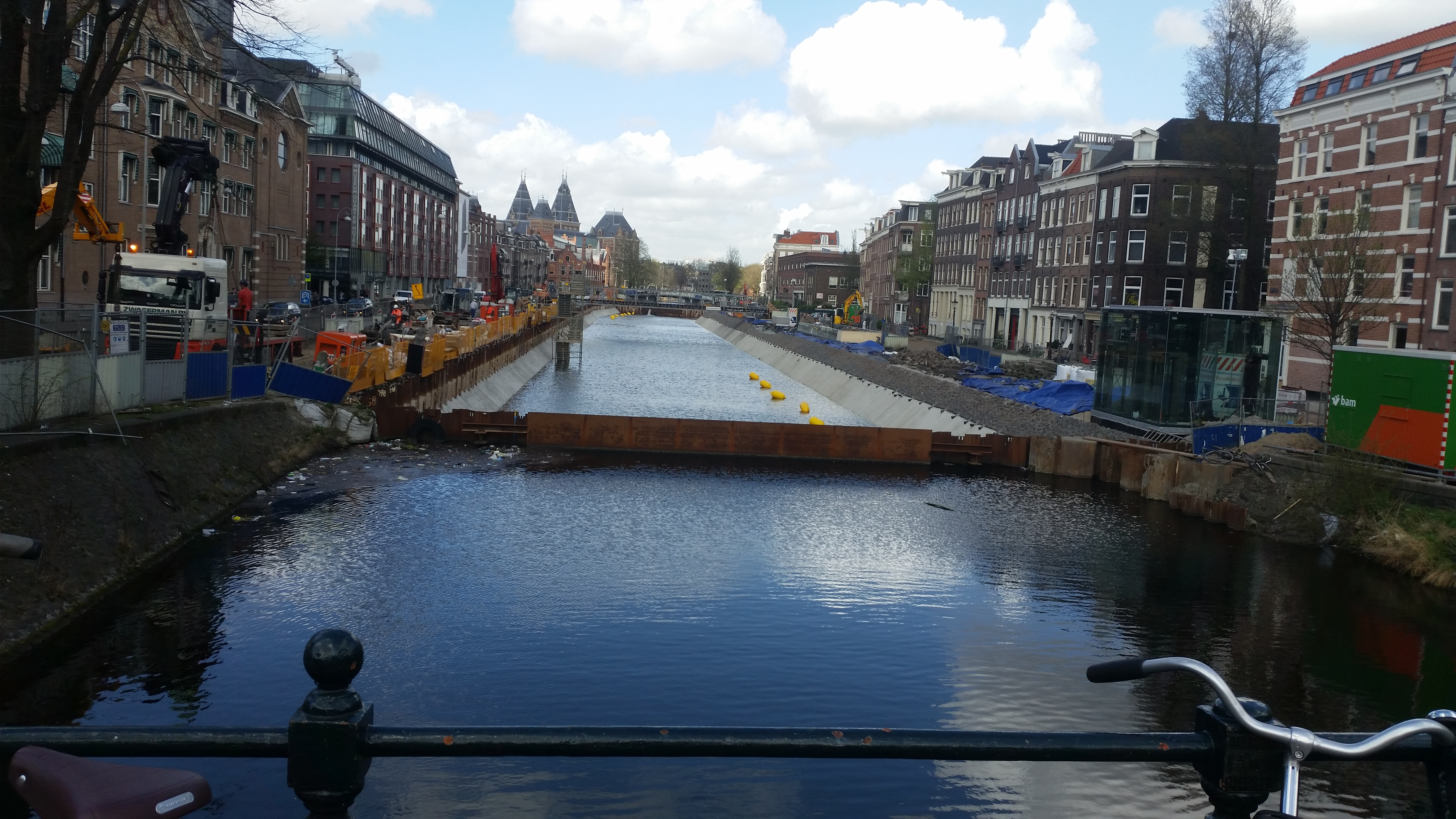
Deels volgelopen bassin achter de damwand op 16 april 2018
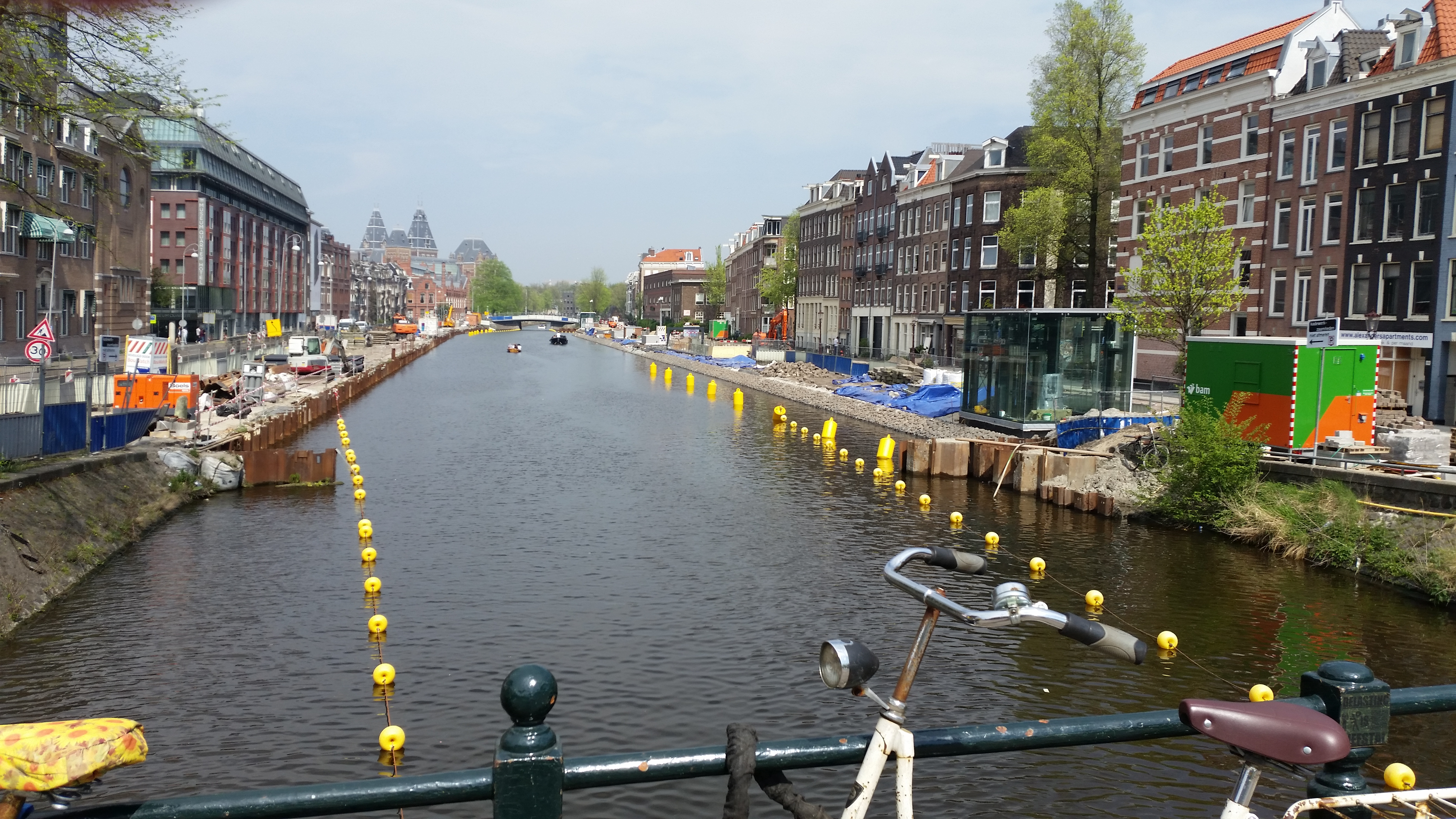
De Boerenwetering weer bevaarbaar op 22 april 2018
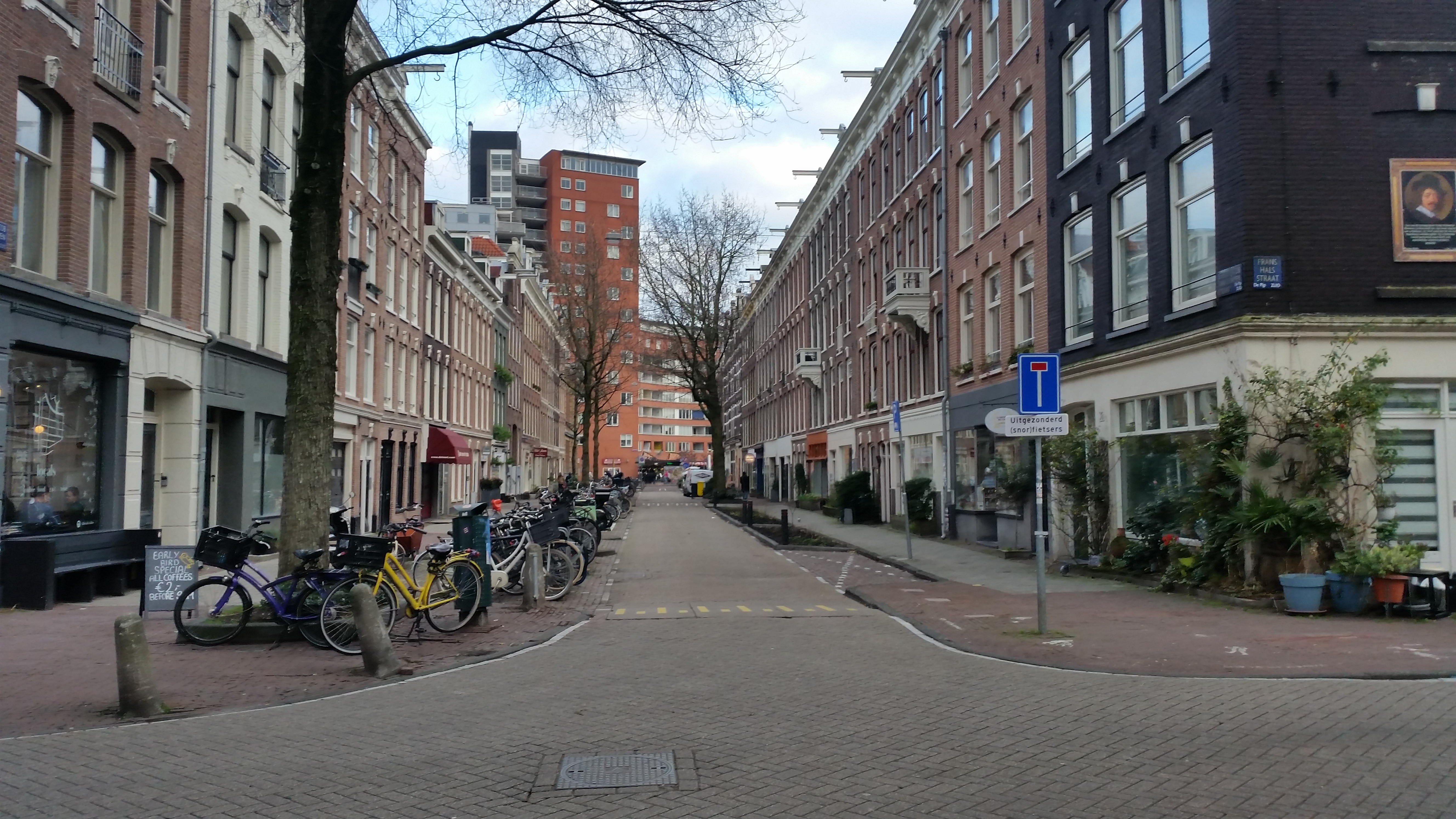
Vervallen parkeerplaatsen in de Eerste Jacob van Campenstraat (december 2018)